# Гёрлин, Хельга
Хельга Гёрлин (швед. Helga Görlin, полное имя Helga Maria Görlin; 1900—1993) — шведская оперная певица (сопрано).
Проработав в Стокгольмской опере двадцать четыре года, исполнила около шестидесяти партий сопрано в более чем тысяче постановок.

## Биография
Родилась 26 сентября 1900 года в провинции Вермланд в семье кузнеца Яна Петера Гёрлина и его жены Карин Йонсдоттер. У Хельги была сестра Ханна Эмилия, а также братья — Нильс Густав и Нильс Эверт.
Пению училась у Гиллиса Братта в Стокгольме в 1919—1920 годах, у Людвига Мантлера в Берлине в 1921 году, у Бернхарди в Париже в 1927—1928 годах, а также была студентом оперной школы Королевской оперы в Стокгольме в 1925—1927 годах, куда ей рекомендовал поступить шведский баритон и педагог Йон Форселль.
В 1926 году дебютировала в обязательной тройке Королевской оперы: Мелизанда в «Пеллеас и Мелизанда» Дебюсси, заглавная роль в «Иоланте» Чайковского и Девушка-гусь в сказочной опере Хумпердинка «Königskinder». В следующем 1927 годуХельга Гёрлин была нанята в Королевскую оперу, где оставалась до выхода на пенсию в 1951 году. К тому времени она разучила в общей сложности 67 ролей и сыграла более чем в 1300 спектаклях. С театральной труппой побывала в 1940-х годах в странах Северной Европы, а также в Риге и Брюсселе. Также пела в качестве приглашенной артистки в США, в Копенгагене, Осло, Хельсинки и Париже.
Гёрлин была одной из самых популярных сопрано в стокгольмской Королевской опере в 1930-х и 1940-х годах и имела успех в ролях главным образом в произведениях Моцарта и Пуччини. В числе её ролей особенно были отмечены Чио-Чио-сан в «Мадам Баттерфляй» и Маргарета в «Мефистофеле».
Самые популярные партии Хельги Гёрлин в шведском репертуаре — роль фермерской девушки Анны в «Värmlänningarna» Фредерика Дальгрена, которую она исполнила 84 раза в период с 1928 по 1947 год, а также партия саамской девушки Вайно из оперы Вильгельма Петерсона-Бергера «Arnljot», которую она пела больше всего — 89 раз с 1939 по 1952 год (сохранилась на живой записи).
Самым любимым оперным композитором Гёрлин был Джакомо Пуччини с его пятью портретами женщин: заглавная роль в «Манон Леско», Мими в «Богеме», Минни в «Девушка с Запада», Лиу в «Турандот», а также Чио-Чио-сан в «Мадам Баттерфляй» — роль, которую она спела в общей сложности 116 раз.
Также певица принимала участие в нескольких опереттах и появлялась в фильмах, часто озвучивая голоса других исполнителей.
С 1931 по 1947 год она была замужем за оперным режиссёром Артуром Хилтоном.
Умерла 31 января 1993 года в Стокгольме.
В 1934 году Хельга Гёрлин получила награду Litteris et Artibus, в 1941 году стала придворной певицей, в 1977 году — членом Шведской королевской музыкальной академии. В 1993 году был основан Мемориальный фонд Хельги Гёрлин.